# Eulalio Ávila
Eulalio Ávila, né le 8 septembre 1941, à Ciudad Juárez, au Mexique, est un ancien joueur mexicain de basket-ball.